# حسن عبد الله الحلواجي
حسن عبد الله الحلواجي نقابي بحريني شغل منصب الأمين العام للاتحاد العام لنقابات عمال البحرين من 2016 إلى 2020.

## التعليم
دخل دورة تدريبية مكثفة في قانون العمل البحريني ومن ثم حصل على دبلوم في قانون العمل. حاصل على شهادة مدرب معتمد من منظمة العمل الدولية.

## السيرة المهنية
التحق بشركة غاز البحرين الوطنية المعروفة باسم بناغاز في العام 1983 إذ قامت الشركة بتدريبه ضمن برنامج تدريبي مهني على كيفية استخراج ومعالجة الغاز المصاحب. تدرج في وظيفته من متدرب إلى أن أصبح مشرف نوبة. بدأ عمله النقابي في العام 1993 من خلال اللجنة العمالية المشتركة بشركة غاز البحرين الوطنية. استمر في العمل في اللجان العمالية في بناغاز حتى تم السماح للنقابات بالتأسيس فدخل في اللجنة التحضيرية ومن هناك عمل على إنشاء نقابة بناغاز بمعية أعضاء اللجنة العمالية في يناير 2002. تم انتخابه ضمن أول مجلس إدارة لنقابة بناغاز. تبوأ منصب نائب رئيس النقابة لأكثر من عشر سنوات. تولى رئاسة المؤتمر التأسيسي للاتحاد العام لنقابات عمال البحرين العام 2004. تولى رئاسة المجلس المركزي للاتحاد من العام 2008 إلى 2012. في العام 2012 اختير رئيس لنقابة بناغاز.
في عام 2016 انتخب الحلواجي أمين عام للاتحاد خلفا للأمين العام السابق السيد سلمان المحفوظ. وحصل الحلواجي على 105 صوت من أصل 137 صوت. في عام 2020 اعتذر الحلواجي عن التجديد لفترة ثانية رئيسا للأمانة العامة وانتخب عبد القادر الشهابي مكانه واكتفى الحلواجي بمنصب نائب الأمين العام. 
كما مثل عمال البحرين في العديد من المؤتمرات الدولية.